# Peleteria rubrifrons
Peleteria rubrifrons là một loài ruồi trong họ Tachinidae.